# Corporación Deportiva Everton de Viña del Mar
Corporación Deportiva Everton de Viña del Mar är en chilensk fotbollsklubb från Viña del Mar. Klubben bildades den 24 juni 1909 av några invandrade engelsmän. Everton spelade sin första säsong i den högsta divisionen 1944. Senaste gången Everton vann den högsta divisionen i Chile var 2008 då de vann Torneo Apertura (per februari 2013) och hade innan dess vunnit mästerskapet tre gånger (1950, 1952 och 1976), vilket ger totalt fyra titlar.
Everton har även vunnit den chilenska cupen vid ett tillfälle, vilket man gjorde när man vann Copa Polla Gol 1984. Detta efter att ha vunnit sin grupp och sedan slagit Cobresal i semifinal och Universidad Católica i finalen på Estadio Nacional i Santiago inför cirka 13 500 åskådare.
Evertons främsta rivaler Santiago Wanderers från grannstaden Valparaiso och matcherna lagen emellan kallas "Classico Porteño" (ungefär "Hamnderbyt"). Den första matchen mellan lagen i tävlingssammanhang kom i Primera División de Chile 1944. Everton vann matchen med 2-0 och vann även den andra matchen den säsongen mellan lagen, den gången med 2-1.
Klubben har deltagit i Copa Libertadores vid två tillfällen per säsongen 2013, nämligen 1977 (efter att ha vunnit Primera División 1976) och 2009 (efter att ha vunnit Torneo Apertura 2008). Båda gångerna har slutat med att Everton slagits ut i gruppspelet.

## Dräkterna
- Hemmaställ: Blåa tröjor med ett gult band, blåa byxor och blåa strumpor.
- Bortaställ: Gula tröjor, gula byxor och gula strumpor.

## Titlar
- Primera División de Chile: 1950, 1952, 1976, 2008 (Apertura)
- Copa Chile: 1984
- Primera B de Chile (näst högsta divisionen): 2003